# Оконные ставни

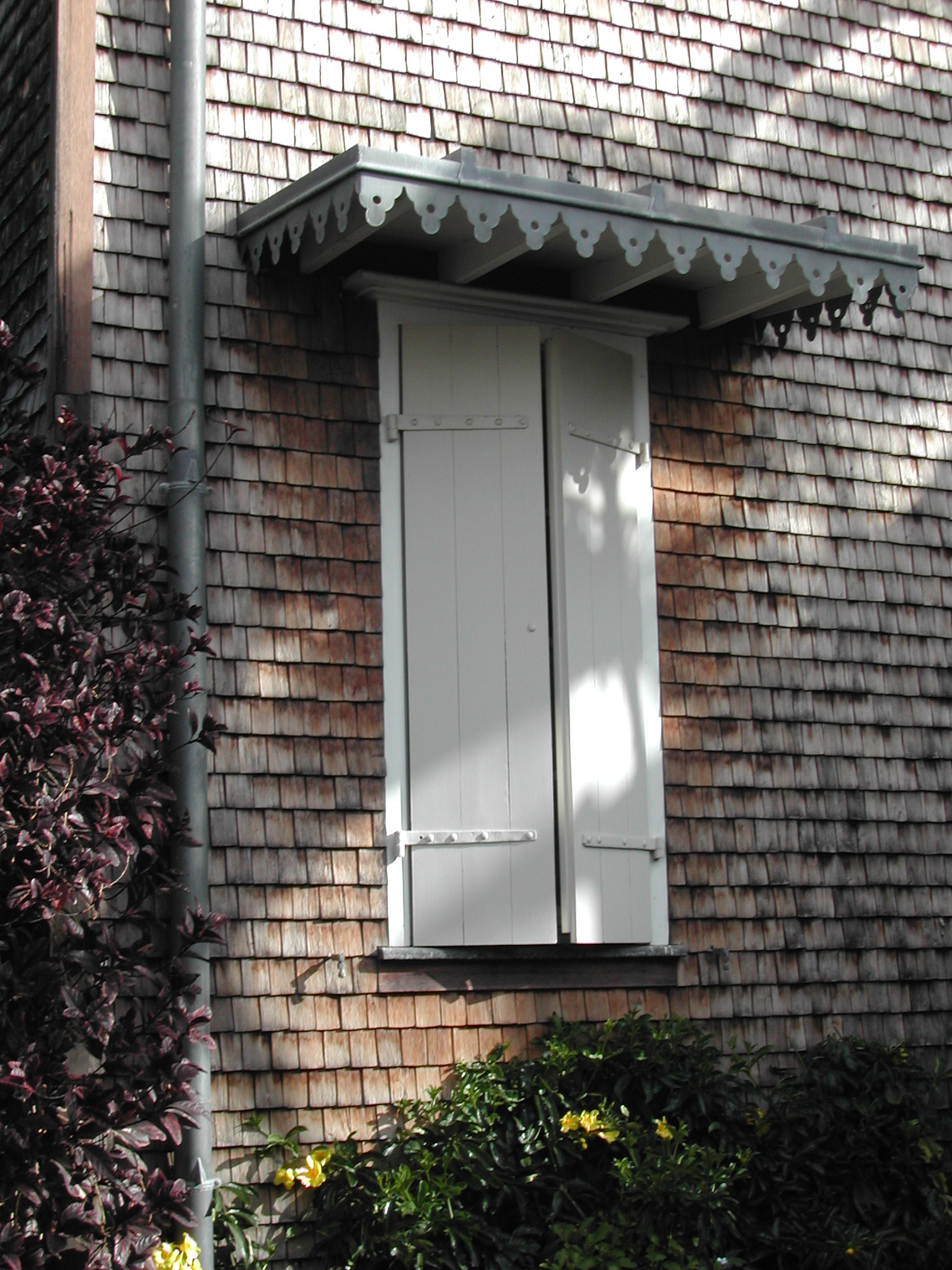

Оконные ставни — устройство для прикрытия окон.
Оно состоит из прочной рамы, которая прикреплена к шарниру. Крылья прикрепляются на фасаде крючками или задвижками во избежание ударов в ветреную погоду. В большинстве случаев ставни состоят из двух частей, но бывают ставни из одного элемента и складные ставни из нескольких частей.
Оконные ставни традиционно изготавливаются из дерева, но есть также металлические и пластмассовые. Ставни с наклонными планками (ранч-ставни, ставни жалюзийного типа) затеняют окна, но пропускают немного света и воздуха.